# ژنومیک تغذیه‌ای
ژنومیک تغذیه‌ای (به انگلیسی: Nutritional genomics) که همچنین با عنوان نوتروژنومیک (به انگلیسی: Nutrigenomics) نیز شناخته می‌شود، علمی است که به بررسی رابطه میان ژنوم و تغذیه و سلامت انسان می‌پردازد. افرادی که در این زمینه فعالیت می‌کنند در جهت ایجاد درک درستی از نحوه واکنش کل بدن به یک غذا از طریق زیست‌شناسی سامانه‌ها و همچنین روابط میان ژن و ماده غذایی تلاش می‌کنند. مفهوم ژنومیک تغذیه‌ای به‌عنوان رابطه‌ای میان غذا و ژن، برای اولین بار در سال ۲۰۰۱ مطرح شد.